# LD 350-1

LD-350-1 하악골

LD 350-1은 에티오피아의 아파르 지역의 레디-게라루 유적지에서 발견된 280~275만년전의 호모속으로 알려진 가장 오래된 화석이다.  이 화석은 2013년 1월 29일 에티오피아 궁전 인류학자 샤라초 세우엄이 레디-게라루 유적지의 구루마타 터프 부위에서 10 m (33 ft)높이의 진흙에서 발견되었다.  아직 특정 종으로 지정되지 않았으며, 약 240만년전에 등장한 호모 하빌리스 및 호모 루돌펜시스의 조상인지는 확실하지 않다.

## 같이 보기
- 화석 인류